# Campionat paulista

Campionat paulista / São Paulo

El Campionat Paulista, també conegut com a Paulistão és la competició futbolística de l'estat de l'estat de São Paulo. És la competició estatal més antiga del país.

## Història

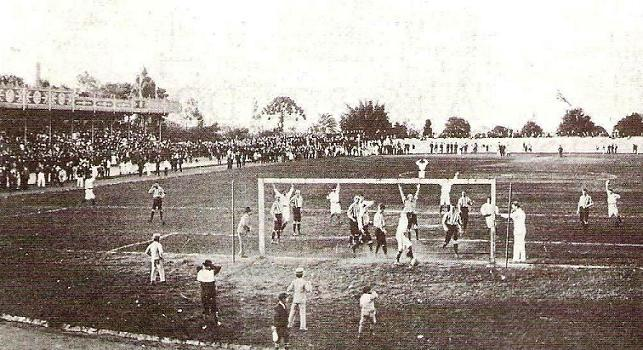
Partit Paulistano - São Paulo Athletic, 1905.

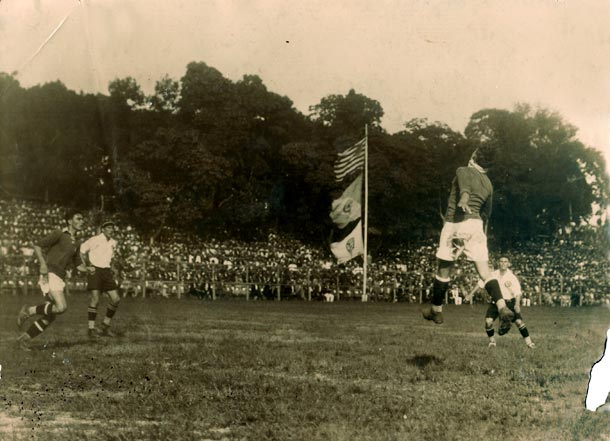
Partit Palestra Itália Corinthians als anys 1920.

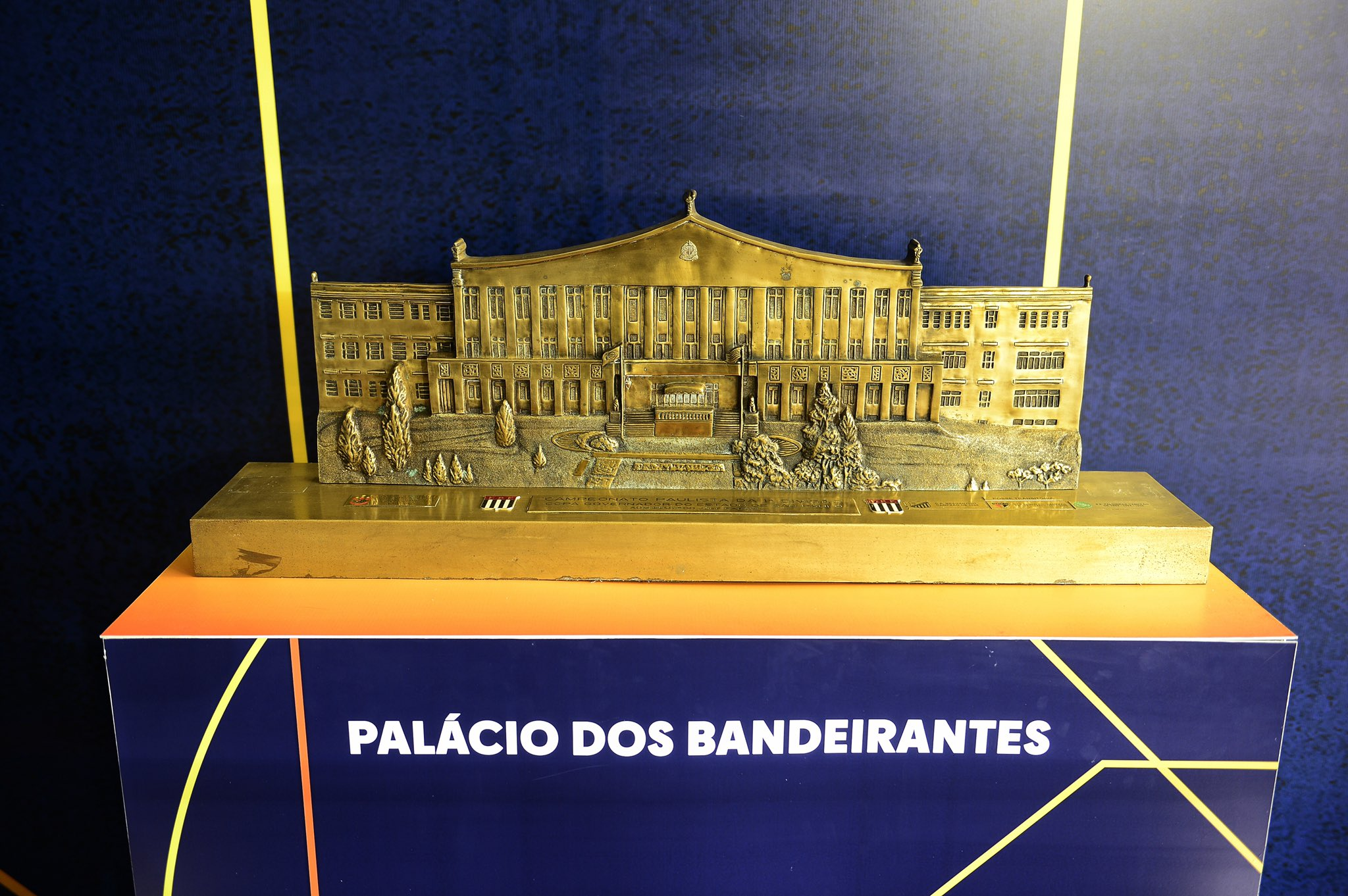
Trofeu Palácio dos Bandeirantes, trofeu del Campionat Paulista de 1990 a 2003.

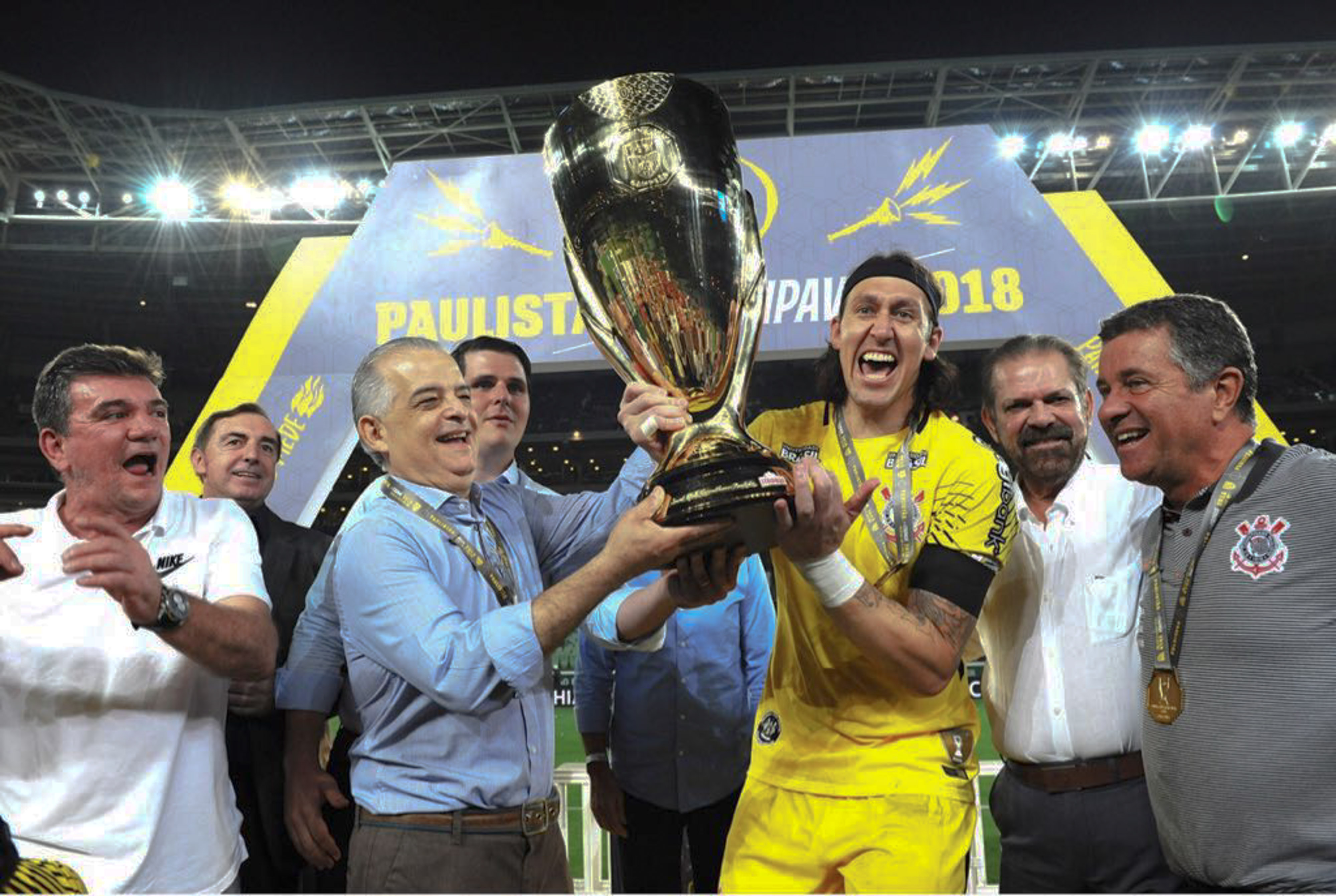
Corinthians amb el trofeu de 2018.

Charles Miller, l'introductor del futbol al Brasil, fou el responsable de la creació del primer campionat de l'estat de São Paulo. El 14 de desembre de 1901 es fundà la Liga Paulista de Foot-Ball (LPF) amb cinc equips, São Paulo Athletic Club, Internacional, Mackenzie, Germânia i Paulistano. Entre abril i octubre de 1902, aquells equips competiren en el primer campionat paulista que guanyà el São Paulo AC, amb el mateix Miller de golejador.
En els seus inicis els clubs futbolístics brasilers estaven restringits a l'elit del país. A poc a poc, però, el futbol s'anà popularitzant entre les classes més baixes i això provocà el xoc amb les classes dirigents del futbol. Aquesta diferència d'opinió portà a la creació de l'Associação Paulista de Esportes Atléticos (APEA) que promogué l'esport per a totes les classes socials. Corinthians, Palestra Itália i Paulistano s'uniren a la nova organització. La LPF cessà les operacions el 1917. Fins al 1926, l'APEA restà com a única lliga a São Paulo. Grans jugadors com Neco o Arthur Friedenreich contribuïren a convertir el futbol en l'esport més popular del Brasil.
Un nou debat, professionalisme o amateurisme, sacsejà les arrels de l'esport durant els anys vint. El Paulistano, el club més triomfant del moment, refusà esdevenir professional el 1925 i creà la Liga de Amadores de Futebol (LAF). L'any 1930, tant la LAF com el Paulistano havien cessat les seves operacions. El futbol inicià una nova fase de plena professionalització amb la creació de la Bandeirante Football League. Corinthians i Palestra Itália es convertiren en els clubs més potents. Alguns dissidents del Paulistano, favorables a la professionalització s'uniren al AA Palmeiras per formar el São Paulo Futebol Clube, tercera força de la ciutat. Durant aquells anys es va fer popular una dita que deia: "el campionat paulista és com una moneda a l'aire, si surt cara el campió és Corinthians, si surt creu ho és el Palestra, si cau dempeus ho serà el São Paulo i si es manté a l'aire la Portuguesa."
L'APEA cessà operacions el 1938, i, després de diversos canvis de nom (Liga Paulista de Futebol (LPF), Liga de Futebol do Estado de São Paulo (LFESP)), l'original Bandeirante Football League esdevingué oficialment Federação Paulista de Futebol (FPF) el 22 d'abril de 1941. El São Paulo, que signà el gran Leonidas da Silva l'any següent guanyà cinc dels següents vuit campionats. Palestra Itália canvià el seu nom per Palmeiras el 1943. El creixement del futbol a l'estat portà a la creació d'una segona divisió el 1948, permetent altres clubs de l'estat a participar en la competició. XV de Novembro de Piracicaba fou el primer club ascendit a la màxima divisió.
São Paulo, Palmeiras i Corinthians dominaren el campionat durant els anys 50. El Santos, un club que s'havia mantingut en un segon nivell al campionat, es convertí en el millor equip del campionat als anys seixanta de la mà de Pelé. El club guanyà nou de dotze campionats durant aquells anys. Amb l'arribada dels anys setanta, el Brasil encetà de forma definitiva la creació del campionat nacional. Corinthians (liderats per Sócrates) i, sobretot, São Paulo (amb Serginho Chulapa, Müller o Silas) dominaren els vuitanta. L'Internacional de Limeira, un club molt modest, fou la gran sorpresa del 1986 en derrotar el Palmeiras a la final. Quatre anys més tard, Bragantino i Grêmio Novorizontino propiciaren una nova final encara més sorprenent, amb triomf dels primers.
Els noranta van veure el ressorgir d'un altre dels històrics, el Palmeiras, liderat per Rivaldo, Roberto Carlos, Edmundo o César Sampaio entre d'altres. Corinthians conquerí cinc títols durant el període 1995-2003. Però a partir del 2000 el campionat paulista ha anat perdent interès en favor d'altres competicions més lucratives com la Copa Libertadores o el Campionat brasiler de futbol. L'any 2002, els clubs grans disputaren el torneig Rio-São Paulo en lloc del campionat estatal, tot i que posteriorment es disputà un Supercampionat entre els millors de l'Estatal i del Rio-São Paulo. Malgrat tot, el Paulistão, continua disputant-se proporcionant nous talents i mantenint la històrica flama del futbol de l'estat.
A causa del nombre de morts per la COVID-19, el govern va decidir suspendre el campionat del 15 de març de 2021 al 30 de març de 2021, amb l'objectiu d'aturar la propagació del coronavirus.
El 23 de setembre de 2021, la Federació de Futbol de São Paulo va reconèixer els títols de São Paulo de 1933 i 1934, a l'Albion i la Juventus respectivament.

## Historial
Font:
| Temporada | Lliga | Campió                 | Finalista        |
| --------- | ----- | ---------------------- | ---------------- |
| 1902      | LPF   | São Paulo AC (1)       | Paulistano       |
| 1903      | LPF   | São Paulo AC (2)       | Paulistano       |
| 1904      | LPF   | São Paulo AC (3)       | Paulistano       |
| 1905      | LPF   | Paulistano (1)         | Germânia         |
| 1906      | LPF   | Germânia (1)           | SC Internacional |
| 1907      | LPF   | SC Internacional (1)   | Paulistano       |
| 1907      | LPF   | SC Internacional (1)   | SC Americano     |
| 1908      | LPF   | Paulistano (2)         | Germânia         |
| 1909      | LPF   | AA das Palmeiras (1)   | Paulistano       |
| 1910      | LPF   | AA das Palmeiras (2)   | SC Americano     |
| 1911      | LPF   | São Paulo AC (4)       | SC Americano     |
| 1912      | LPF   | SC Americano (1)       | Paulistano       |
| 1913      | APEA  | Paulistano (3)         | Mackenzie        |
| 1913      | LPF   | SC Americano (2)       | Ypiranga         |
| 1914      | APEA  | AA São Bento (1)       | Paulistano       |
| 1914      | LPF   | Corinthians (1)        | Campos Elíseos   |
| 1915      | APEA  | AA das Palmeiras (3)   | Mackenzie        |
| 1915      | LPF   | Germânia (2)           | Campos Elíseos   |
| 1916      | APEA  | Paulistano (4)         | AA São Bento     |
| 1916      | LPF   | Corinthians (2)        | União Lapa       |
| 1917      | APEA  | Paulistano (5)         | Palestra Itália  |
| 1918      | APEA  | Paulistano (6)         | Corinthians      |
| 1919      | APEA  | Paulistano (7)         | Palestra Itália  |
| 1920      | APEA  | Palestra Itália (1)    | Paulistano       |
| 1921      | APEA  | Paulistano (8)         | Palestra Itália  |
| 1922      | APEA  | Corinthians (3)        | Palestra Itália  |
| 1923      | APEA  | Corinthians (4)        | Palestra Itália  |
| 1924      | APEA  | Corinthians (5)        | Paulistano       |
| 1925      | APEA  | AA São Bento (2)       | Corinthians      |
| 1926      | APEA  | Palestra Itália (2)    | Auto             |
| 1926      | LAF   | Paulistano (9)         | Germânia         |
| 1927      | APEA  | Palestra Itália (3)    | Santos           |
| 1927      | LAF   | Paulistano (10)        | Hespanha         |
| 1928      | APEA  | Corinthians (6)        | Santos           |
| 1928      | LAF   | SC Internacional (2)   | Paulistano       |
| 1929      | APEA  | Corinthians (7)        | Santos           |
| 1929      | LAF   | Paulistano (11)        | SC Internacional |
| 1930      | APEA  | Corinthians (8)        | São Paulo        |
| 1931      | APEA  | São Paulo (1)          | Palestra Itália  |
| 1932      | APEA  | Palestra Itália (4)    | São Paulo        |
| 1933      | APEA  | Palestra Itália (5)    | São Paulo        |
| 1933      | FPF   | Albion (1)             | União Guarany    |
| 1934      | APEA  | Palestra Itália (6)    | São Paulo        |
| 1934      | FPF   | Fiorentino (1)         | Hespanha         |
| 1935      | APEA  | Portuguesa (1)         | Ypiranga         |
| 1935      | LPF   | Santos (1)             | Palestra Itália  |
| 1936      | APEA  | Portuguesa (2)         | Ypiranga         |
| 1936      | LFP   | Palestra Itália (7)    | Corinthians      |
| 1937      | LFESP | Corinthians (9)        | Palestra Itália  |
| 1938      | LFESP | Corinthians (10)       | São Paulo        |
| 1939      | LFESP | Corinthians (11)       | Palestra Itália  |
| 1940      | LFESP | Palestra Itália (8)    | Portuguesa       |
| 1941      | FPF   | Corinthians (12)       | São Paulo        |
| 1942      | FPF   | Palmeiras (9)          | Corinthians      |
| 1943      | FPF   | São Paulo (2)          | Corinthians      |
| 1944      | FPF   | Palmeiras (10)         | São Paulo        |
| 1945      | FPF   | São Paulo (3)          | Corinthians      |
| 1946      | FPF   | São Paulo (4)          | Corinthians      |
| 1947      | FPF   | Palmeiras (11)         | Corinthians      |
| 1948      | FPF   | São Paulo (5)          | Santos           |
| 1949      | FPF   | São Paulo (6)          | Palmeiras        |
| 1950      | FPF   | Palmeiras (12)         | Santos           |
| 1950      | FPF   | Palmeiras (12)         | São Paulo        |
| 1951      | FPF   | Corinthians (13)       | Palmeiras        |
| 1952      | FPF   | Corinthians (14)       | São Paulo        |
| 1953      | FPF   | São Paulo (7)          | Palmeiras        |
| 1954      | FPF   | Corinthians (15)       | Palmeiras        |
| 1955      | FPF   | Santos (2)             | Corinthians      |
| 1956      | FPF   | Santos (3)             | São Paulo        |
| 1957      | FPF   | São Paulo (8)          | Santos           |
| 1958      | FPF   | Santos (4)             | São Paulo        |
| 1959      | FPF   | Palmeiras (13)         | Santos           |
| 1960      | FPF   | Santos (5)             | Portuguesa       |
| 1961      | FPF   | Santos (6)             | Palmeiras        |
| 1962      | FPF   | Santos (7)             | Corinthians      |
| 1962      | FPF   | Santos (7)             | São Paulo        |
| 1963      | FPF   | Palmeiras (14)         | São Paulo        |
| 1964      | FPF   | Santos (8)             | Palmeiras        |
| 1965      | FPF   | Santos (9)             | Palmeiras        |
| 1966      | FPF   | Palmeiras (15)         | Corinthians      |
| 1967      | FPF   | Santos (10)            | São Paulo        |
| 1968      | FPF   | Santos (11)            | Corinthians      |
| 1969      | FPF   | Santos (12)            | Palmeiras        |
| 1970      | FPF   | São Paulo (9)          | Palmeiras        |
| 1970      | FPF   | São Paulo (9)          | Ponte Preta      |
| 1971      | FPF   | São Paulo (10)         | Palmeiras        |
| 1972      | FPF   | Palmeiras (16)         | São Paulo        |
| 1973      | FPF   | Portuguesa (3)         | Palmeiras        |
| 1973      | FPF   | Santos (13)            | Palmeiras        |
| 1974      | FPF   | Palmeiras (17)         | Corinthians      |
| 1975      | FPF   | São Paulo (11)         | Portuguesa       |
| 1976      | FPF   | Palmeiras (18)         | XV de Piracicaba |
| 1977      | FPF   | Corinthians (16)       | Ponte Preta      |
| 1978      | FPF   | Santos (14)            | São Paulo        |
| 1979      | FPF   | Corinthians (17)       | Ponte Preta      |
| 1980      | FPF   | São Paulo (12)         | Santos           |
| 1981      | FPF   | São Paulo (13)         | Ponte Preta      |
| 1982      | FPF   | Corinthians (18)       | São Paulo        |
| 1983      | FPF   | Corinthians (19)       | São Paulo        |
| 1984      | FPF   | Santos (15)            | Corinthians      |
| 1985      | FPF   | São Paulo (14)         | Portuguesa       |
| 1986      | FPF   | Inter de Limeira (1)   | Palmeiras        |
| 1987      | FPF   | São Paulo (15)         | Corinthians      |
| 1988      | FPF   | Corinthians (20)       | Guarani          |
| 1989      | FPF   | São Paulo (16)         | São José         |
| 1990      | FPF   | Bragantino (1)         | Novorizontino    |
| 1991      | FPF   | São Paulo (17)         | Corinthians      |
| 1992      | FPF   | São Paulo (18)         | Palmeiras        |
| 1993      | FPF   | Palmeiras (19)         | Corinthians      |
| 1994      | FPF   | Palmeiras (20)         | São Paulo        |
| 1995      | FPF   | Corinthians (21)       | Palmeiras        |
| 1996      | FPF   | Palmeiras (21)         | São Paulo        |
| 1997      | FPF   | Corinthians (22)       | São Paulo        |
| 1998      | FPF   | São Paulo (19)         | Corinthians      |
| 1999      | FPF   | Corinthians (23)       | Palmeiras        |
| 2000      | FPF   | São Paulo (20)         | Santos           |
| 2001      | FPF   | Corinthians (24)       | Botafogo         |
| 2002      | FPF   | Ituano (1)             | União São João   |
| 2002      | SC    | São Paulo (no oficial) | Ituano           |
| 2003      | FPF   | Corinthians (25)       | São Paulo        |
| 2004      | FPF   | São Caetano (1)        | Paulista         |
| 2005      | FPF   | São Paulo (21)         | Corinthians      |
| 2006      | FPF   | Santos (16)            | São Paulo        |
| 2007      | FPF   | Santos (17)            | São Caetano      |
| 2008      | FPF   | Palmeiras (22)         | Ponte Preta      |
| 2009      | FPF   | Corinthians (26)       | Santos           |
| 2010      | FPF   | Santos (18)            | Santo André      |
| 2011      | FPF   | Santos (19)            | Corinthians      |
| 2012      | FPF   | Santos (20)            | Guarani          |
| 2013      | FPF   | Corinthians (27)       | Santos           |
| 2014      | FPF   | Ituano (2)             | Santos           |
| 2015      | FPF   | Santos (21)            | Palmeiras        |
| 2016      | FPF   | Santos (22)            | Audax            |
| 2017      | FPF   | Corinthians (28)       | Ponte Preta      |
| 2018      | FPF   | Corinthians (29)       | Palmeiras        |
| 2019      | FPF   | Corinthians (30)       | São Paulo        |
| 2020      | FPF   | Palmeiras (23)         | Corinthians      |
| 2021      | FPF   | São Paulo (22)         | Palmeiras        |
| 2022      | FPF   | Palmeiras (24)         | São Paulo        |
| 2023      | FPF   | Palmeiras (25)         | Água Santa       |
| 2024      | FPF   | Palmeiras (26)         | Santos           |
| 2025      | FPF   | Corinthians (31)       | Palmeiras        |

1. ↑  LPF — Liga Paulista de Foot-Ball
2. ↑  APEA — Associação Paulista de Esportes Atléticos
3. ↑  LAF — Liga Amadores de Futebol
4. ↑  FPF — Federação Paulista de Football
5. ↑  LFP — Liga de Futebol Paulista
6. ↑  LFESP — Liga de Futebol do Estado de São Paulo
7. ↑  FPF — Federação Paulista de Futebol
8. ↑  Supercampionat

## Palmarès
- Sport Club Corinthians Paulista (São Paulo) 31 títols
- Sociedade Esportiva Palmeiras (São Paulo) 26 títols
- São Paulo Futebol Clube (São Paulo) 22 títols
- Santos Futebol Clube (Santos) 22 títols
- Club Athletico Paulistano (São Paulo) 11 títols
- São Paulo Athletic Club (São Paulo) 4 títols
- Associação Atlética das Palmeiras (São Paulo) 3 títols
- Associação Portuguesa de Desportos (São Paulo) 3 títols
- Sport Club Americano (São Paulo) 2 títols
- Sport Club Germânia (São Paulo) 2 títols
- Sport Club Internacional (São Paulo) 2 títols
- Associação Atlética São Bento (São Paulo) 2 títols
- Ituano Futebol Clube (Itú) 2 títols
- Associação Atlética Internacional (Limeira) 1 títol
- Clube Atlético Bragantino (Bragança Paulista) 1 títol
- Associação Desportiva São Caetano (São Caetano do Sul) 1 títol
- CA Juventus/CA Fiorentino 1 títol
- Clube Atlético Albion 1 títol

## Màxims golejadors
| Temporada | Lliga | Jugador                                                                                | Gols |
| --------- | ----- | -------------------------------------------------------------------------------------- | ---- |
| 1902      | LPF   | Charles Miller (SPAC)                                                                  | 10   |
| 1903      | LPF   | Herbert Boyes (SPAC)                                                                   | 5    |
| 1904      | LPF   | Charles Miller (SPAC) Hebert Boyes (SPAC)                                              | 9    |
| 1905      | LPF   | Hermann Friese (Germânia)                                                              | 14   |
| 1906      | LPF   | Hermann Friese (Germânia) Léo (SC Internacional)                                       | 7    |
| 1907      | LPF   | Léo (SC Internacional)                                                                 | 8    |
| 1908      | LPF   | Léo (SC Internacional) Peres (Paulistano)                                              | 7    |
| 1909      | LPF   | Bibi (Paulistano)                                                                      | 11   |
| 1910      | LPF   | Hebert Boyes (SPAC) Eurico (AA das Palmeiras) Rubens Salles (Paulistano)               | 10   |
| 1911      | LPF   | Décio (SC Americano)                                                                   | 9    |
| 1912      | LPF   | Arthur Friedenreich (Mackenzie)                                                        | 16   |
| 1913      | APEA  | Gilberto (AA das Palmeiras)                                                            | 6    |
| 1913      | LPF   | Décio (SC Americano)                                                                   | 7    |
| 1914      | APEA  | Arthur Friedenreich (Ypiranga)                                                         | 12   |
| 1914      | LPF   | Neco (Corinthians)                                                                     | 12   |
| 1915      | APEA  | Nazaré (AA das Palmeiras)                                                              | 13   |
| 1915      | LPF   | Facchini (Campos Elíseos)                                                              | 17   |
| 1916      | APEA  | Ary (Santos) Mariano (Paulistano) Zacchi (Ypiranga)                                    | 8    |
| 1916      | LPF   | Apparício (Corinthians)                                                                | 7    |
| 1917      | APEA  | Arthur Friedenreich (Ypiranga)                                                         | 20   |
| 1918      | APEA  | Arthur Friedenreich (Paulistano)                                                       | 25   |
| 1919      | APEA  | Mário Andrada (Paulistano)                                                             | 22   |
| 1920      | APEA  | Neco (Corinthians)                                                                     | 24   |
| 1921      | APEA  | Arthur Friedenreich (Paulistano)                                                       | 33   |
| 1922      | APEA  | Gambarotta (Corinthians)                                                               | 19   |
| 1923      | APEA  | Feitiço (AA São Bento)                                                                 | 18   |
| 1924      | APEA  | Feitiço (AA São Bento)                                                                 | 14   |
| 1925      | APEA  | Feitiço (AA São Bento)                                                                 | 10   |
| 1926      | APEA  | Araken Patusca (Santos)                                                                | 13   |
| 1926      | LAF   | Filó (Paulistano)                                                                      | 16   |
| 1927      | APEA  | Araken Patusca (Santos)                                                                | 31   |
| 1927      | LAF   | Arthur Friedenreich (Paulistano)                                                       | 13   |
| 1928      | APEA  | Heitor (Palestra Itália)                                                               | 16   |
| 1928      | LAF   | Arthur Friedenreich (Paulistano)                                                       | 29   |
| 1929      | APEA  | Feitiço (Santos)                                                                       | 13   |
| 1929      | LAF   | Arthur Friedenreich (Paulistano) Nabor (Ponte Preta)                                   | 16   |
| 1930      | APEA  | Feitiço (Santos)                                                                       | 37   |
| 1931      | APEA  | Feitiço (Santos)                                                                       | 39   |
| 1932      | APEA  | Romeu (Palestra Itália)                                                                | 18   |
| 1933      | APEA  | Waldemar de Brito (São Paulo)                                                          | 21   |
| 1933      | FPF   | Miguel (AA das Palmeiras)                                                              | 13   |
| 1934      | APEA  | Romeu (Palestra Itália)                                                                | 13   |
| 1934      | FPF   | Euclydes (Fiorentino)                                                                  | 9    |
| 1935      | APEA  | Figueiredo (Ypiranga)                                                                  | 19   |
| 1935      | LPF   | Teleco (Corinthians)                                                                   | 9    |
| 1936      | APEA  | Carioca (Portuguesa)                                                                   | 19   |
| 1936      | LFP   | Teleco (Corinthians)                                                                   | 28   |
| 1937      | LFESP | Teleco (Corinthians)                                                                   | 15   |
| 1938      | LFESP | Elyseo (São Paulo)                                                                     | 13   |
| 1939      | LFESP | Teleco (Corinthians)                                                                   | 35   |
| 1940      | LFESP | Peixe (Ypiranga)                                                                       | 21   |
| 1941      | FPF   | Teleco (Corinthians)                                                                   | 26   |
| 1942      | FPF   | Mário Milani (Corinthians)                                                             | 24   |
| 1943      | FPF   | Mário Milani (Corinthians)                                                             | 20   |
| 1944      | FPF   | Luisinho (São Paulo)                                                                   | 22   |
| 1945      | FPF   | Passarinho (São Paulo Railway) Servílio (Corinthians)                                  | 17   |
| 1946      | FPF   | Servílio (Corinthians)                                                                 | 19   |
| 1947      | FPF   | Servílio (Corinthians)                                                                 | 20   |
| 1948      | FPF   | Cilas (Ypiranga)                                                                       | 19   |
| 1949      | FPF   | Friaça (São Paulo)                                                                     | 24   |
| 1950      | FPF   | Pinga (Corinthians)                                                                    | 22   |
| 1951      | FPF   | Rodolfo Carbone (Corinthians)                                                          | 30   |
| 1952      | FPF   | Baltazar (Corinthians)                                                                 | 27   |
| 1953      | FPF   | Humberto Tozzi (Palmeiras)                                                             | 22   |
| 1954      | FPF   | Humberto Tozzi (Palmeiras)                                                             | 36   |
| 1955      | FPF   | Emanuele Del Vecchio (Santos)                                                          | 23   |
| 1956      | FPF   | Paulo Pisaneschi (Corinthians)                                                         | 26   |
| 1957      | FPF   | Pelé (Santos)                                                                          | 36   |
| 1958      | FPF   | Pelé (Santos)                                                                          | 58   |
| 1959      | FPF   | Pelé (Santos)                                                                          | 44   |
| 1960      | FPF   | Pelé (Santos)                                                                          | 33   |
| 1961      | FPF   | Pelé (Santos)                                                                          | 47   |
| 1962      | FPF   | Pelé (Santos)                                                                          | 37   |
| 1963      | FPF   | Pelé (Santos)                                                                          | 22   |
| 1964      | FPF   | Pelé (Santos)                                                                          | 34   |
| 1965      | FPF   | Pelé (Santos)                                                                          | 49   |
| 1966      | FPF   | Toninho Guerreiro (Santos)                                                             | 27   |
| 1967      | FPF   | Flávio Minuano (Corinthians)                                                           | 21   |
| 1968      | FPF   | Téia (Ferroviária)                                                                     | 20   |
| 1969      | FPF   | Pelé (Santos)                                                                          | 26   |
| 1970      | FPF   | Toninho Guerreiro (São Paulo)                                                          | 13   |
| 1971      | FPF   | César Maluco (Palmeiras)                                                               | 18   |
| 1972      | FPF   | Toninho Guerreiro (São Paulo)                                                          | 17   |
| 1973      | FPF   | Pelé (Santos)                                                                          | 11   |
| 1974      | FPF   | Geraldão (Botafogo)                                                                    | 23   |
| 1975      | FPF   | Serginho (São Paulo)                                                                   | 22   |
| 1976      | FPF   | Sócrates (Botafogo)                                                                    | 15   |
| 1977      | FPF   | Serginho (São Paulo)                                                                   | 32   |
| 1978      | FPF   | Juary (Santos)                                                                         | 29   |
| 1979      | FPF   | Luís Fernando (América)                                                                | 21   |
| 1980      | FPF   | Edmar (Taubaté)                                                                        | 17   |
| 1981      | FPF   | Jorge Mendonça (Guarani)                                                               | 38   |
| 1982      | FPF   | Walter Casagrande (Corinthians)                                                        | 28   |
| 1983      | FPF   | Serginho (Santos)                                                                      | 22   |
| 1984      | FPF   | Chiquinho (Botafogo) Serginho (Santos)                                                 | 16   |
| 1985      | FPF   | Careca (São Paulo)                                                                     | 23   |
| 1986      | FPF   | Kita (Inter de Limeira)                                                                | 23   |
| 1987      | FPF   | Edmar (Corinthians)                                                                    | 19   |
| 1988      | FPF   | Evair (Guarani)                                                                        | 19   |
| 1989      | FPF   | Toni (São José) Toninho (Portuguesa)                                                   | 12   |
| 1990      | FPF   | Alberto (Ituano) Rubem (Guarani) Volnei (Ferroviária)                                  | 12   |
| 1991      | FPF   | Raí (São Paulo)                                                                        | 20   |
| 1992      | FPF   | Válber (Mogi Mirim)                                                                    | 17   |
| 1993      | FPF   | Viola (Corinthians)                                                                    | 20   |
| 1994      | FPF   | Evair (Palmeiras)                                                                      | 23   |
| 1995      | FPF   | Bentinho (São Paulo) Paulinho McLaren (Portuguesa)                                     | 20   |
| 1996      | FPF   | Giovanni (Santos)                                                                      | 24   |
| 1997      | FPF   | Dodô (São Paulo)                                                                       | 19   |
| 1998      | FPF   | França (São Paulo)                                                                     | 12   |
| 1999      | FPF   | Alex (Mogi Mirim)                                                                      | 12   |
| 2000      | FPF   | França (São Paulo)                                                                     | 18   |
| 2001      | FPF   | Washington (Ponte Preta)                                                               | 16   |
| 2002      | FPF   | Alex Alves (Juventus)                                                                  | 17   |
| 2003      | FPF   | Luís Fabiano (São Paulo)                                                               | 8    |
| 2004      | FPF   | Vágner Love (Palmeiras)                                                                | 12   |
| 2005      | FPF   | Finazzi (América)                                                                      | 17   |
| 2006      | FPF   | Nilmar (Corinthians)                                                                   | 18   |
| 2007      | FPF   | Somália (São Caetano)                                                                  | 13   |
| 2008      | FPF   | Alex Mineiro (Palmeiras)                                                               | 15   |
| 2009      | FPF   | Pedrão (Grêmio Barueri)                                                                | 15   |
| 2010      | FPF   | Ricardo Bueno (Oeste)                                                                  | 16   |
| 2011      | FPF   | Elano (Santos) Liédson (Corinthians)                                                   | 11   |
| 2012      | FPF   | Neymar (Santos)                                                                        | 20   |
| 2013      | FPF   | William (Ponte Preta)                                                                  | 13   |
| 2014      | FPF   | Alan Kardec (Palmeiras) Cícero (Santos) Léo Costa (Rio Claro) Luís Fabiano (São Paulo) | 9    |
| 2015      | FPF   | Ricardo Oliveira (Santos)                                                              | 11   |
| 2016      | FPF   | Roger (Red Bull Brasil)                                                                | 11   |
| 2017      | FPF   | Gilberto (São Paulo) William Pottker (Ponte Preta)                                     | 9    |
| 2018      | FPF   | Miguel Borja (Palmeiras)                                                               | 7    |
| 2019      | FPF   | Jean Mota (Santos)                                                                     | 7    |
| 2020      | FPF   | Ytalo (Red Bull Bragantino)                                                            | 7    |
| 2021      | FPF   | Bruno Mezenga (Ferroviária)                                                            | 9    |
| 2022      | FPF   | Ronaldo (Inter de Limeira)                                                             | 9    |
| 2023      | FPF   | Giuliano Galoppo (São Paulo) Róger Guedes (Corinthians)                                | 8    |
| 2024      | FPF   | José Manuel López (Palmeiras)                                                          | 10   |
| 2025      | FPF   | Guilherme (Santos)                                                                     | 10   |